# Howella sherborni
Howella sherborni är en fiskart som först beskrevs av Norman, 1930.  Howella sherborni ingår i släktet Howella och familjen Howellidae. Inga underarter finns listade i Catalogue of Life.